# Buzescu, Teleorman
Buzescu este satul de reședință al comunei cu același nume din județul Teleorman, Muntenia, România. Se află în partea centrală a județului. La recensământul din 2002 avea o populație de 4.375 locuitori. Biserica ortodoxă cu hramul "Sf. Arhangheli Mihail și Gavril" datează din 1860 și este monument istoric (cod:TR-II-m-A-14308). Alte monumente istorice din localitate sunt Ruinele școlii vechi (cod: TR-II-m-B-14309), Primăria (cod: TR-II-m-B-14310) și Halta C. F. R. (cod: TR-II-m-B-20214). Toate datează din secolul al XIX-lea.